# Det kongelige danske Selskab for Fædrelandets Historie

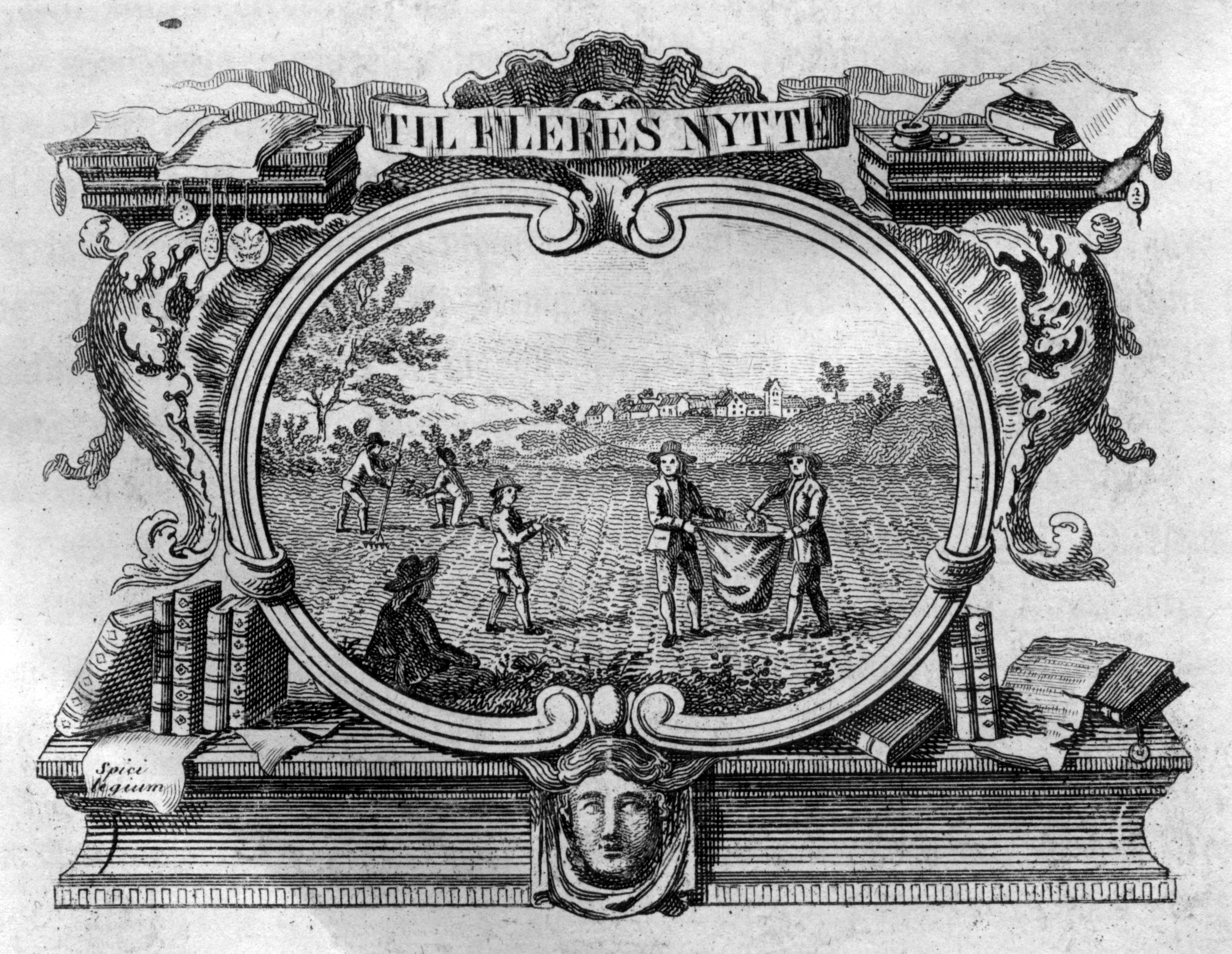
Första numret av Danske magazin

Det kongelige danske Selskab for Fædrelandets Historie (Det kungliga danska sällskapet för fäderlandets historia) är en dansk vetenskaplig akademi som stiftades 8 januari 1745 av Jacob Langebek. Sällskapet ger bland annat ut tidningen Danske Magazin för att visa upp dansk historia.

## Föreståndare
- Jacob Langebek 8 januari 1745 – 16 augusti 1775
- Henrik Hielmstierne fungerade av allt att döma tillsammans med Bolle Willum Luxdorph under åren 1776–1780
- Peter Friderich Suhm 21 mars 1781 – 7 september 1798
- Michael Treschow 21 november 1798 – 5 juni 1816
- Abraham Kall 3 juli 1816 – 5 december 1821
- Ove Malling 19 december 1821 – 17 november 1829
- Laurids Engelstoft 9 december 1829 – 14 mars 1851
- Caspar Frederik Wegener 28 april 1851 – 22 oktober 1866
- Peder Goth Thorsen 22 oktober 1866 – 18 september 1882
- Christian Bruun 18 september 1882 – 10 oktober 1892
- Peter Edvard Holm 10 oktober 1892 – 18 maj 1915
- Johannes Steenstrup 12 oktober 1915 – 3 augusti 1935
- Aage Friis 31 oktober 1935 – 8 februari 1945
- Knud Fabricius 8 februari 1945 – 28 januari 1960
- Holger Hjelholt 28 januari 1960 – 27 januari 1965
- Povl Bagge 27 januari 1965 – 30 januari 1975
- Svend Ellehøj 30 januari 1975 – 20 februari 1985
- Kristian Hvidt 20 februari 1985 – 22 mars 1995
- Vagn Skovgaard-Petersen 22 mars 1995 – 11 maj 2005
- Niels-Knud Liebgott 11 maj 2005 –

## Sekreterare
- Jonas Ramus: 8 januari 1745 – 28 augusti 1765 (död)
- Bertel Christian Sandvig: 21 mars 1781 – 12 mars 1786 (död)
- Jens Jacob Weber: 15 maj 1786 – 16 juni 1805 (död)
- Erich Christian Werlauff: 2 februari 1806 – 14 april 1813
- Iver Qvistgaard: 14 april 1813 – 15 januari 1817
- Frederik Vilhelm Casper Benzon: 15 januari 1817 – 15 januari 1824
- Janus Lauritz Andreas Kolderup-Rosenvinge: 15 januari 1824 – 10 juni 1839
- Niels Matthias Petersen: 10 juni 1839 – 27 november 1848
- Caspar Frederik Wegener: 27 november 1848 – 28 april 1851
- Tyge Alexander Becker: 28 april 1851 – 12 juni 1860
- Michael Nicolai Christopher Kall Rasmussen: 12 juni 1860 – 12 mars 1863 (död)
- Christian Ulrik Adolph Plesner: 11 maj 1863 – 2 juli 1882 (död)
- Carl Frederik Bricka: 18 september 1882 – 12 maj 1903
- Anders Thiset: 12 maj 1903 – 14 juli 1917 (död)
- Laurs Rasmus Laursen: 16 oktober 1917 – 2 januari 1936 (död)
- Jørgen Olrik: 9 mars 1936 – 20 februari 1941
- Bjørn Kornerup: 20 februari 1941 – 20 april 1950
- Fridlev Skrubbeltrang: 20 april 1950 – 14 april 1955
- Georg Galster: 14 april 1955 – 27 januari 1965
- Sigurd Jensen: 27 januari 1965 – 29 januari 1970
- Viggo Sjøqvist: 29 januari 1970 – 14 februari 1980
- Kai Hørby: 14 februari 1980 – 14 mars 1990
- Esben Albrectsen: 14 mars 1990 – 22 mars 1995
- Jørgen Steen Jensen: 22 mars 1995 – 22 mars 2000
- Erik Nørr: 22 mars 2000 –